# فريدغوف بولسين
فريدغوف بولسين (بالنرويجية البوكمول: Frithjof Paulsen)‏ هو متزلج سريع نرويجي، ولد في 20 نوفمبر 1895 في أوسلو في النرويج، وتوفي بنفس المكان في 28 يونيو 1988.

## وصلات خارجية
- فريدغوف بولسين على موقع SpeedSkatingBase.eu (الإنجليزية)
- فريدغوف بولسين على موقع SpeedSkatingNews.info (الإنجليزية)
- فريدغوف بولسين على موقع SpeedSkatingStats.com (الإنجليزية)
- فريدغوف بولسين على موقع اللجنة الأولمبية الدولية (الإنجليزية)
- فريدغوف بولسين على موقع أوليمبيديا (الإنجليزية)